# Лубкивский, Маркиян Романович
Маркиян Романович Лубкивский (укр. Маркіян Романович Лубківський; род. 2 сентября 1971, Львов) — украинский дипломат. Чрезвычайный и Полномочный Посол Украины, государственный служащий 3-го ранга, директор чемпионата Европы по футболу 2012 на Украине и планируемый директор чемпионата Европы по баскетболу 2015. Сын Романа Лубкивского.

## Образование
Окончил Львовский государственный университет имени Ивана Франко в 1993 году (филологический факультет, кафедра славянских языков и литературы). Помимо украинского и русского, владеет английским, хорватским, сербским и польским языками.

## Карьера
- Август 1995—март 1996: атташе управления Европы и Америки МИД Украины.
- Март 1996—декабрь 1999: атташе и 3-й секретарь Посольства Украины в Югославии.
- С февраля 2000 2-й секретарь управления политического анализа и планирования.
- С декабря 2001 1-й секретарь Кабинета Министра иностранных дел Украины.
- Февраль 2003: исполняющий обязанности начальника пресс-службы МИД Украины.
- Март—декабрь 2005: заместитель Государственного секретаря Украины.
- Декабрь 2005—декабрь 2006: советник президента Украины, руководитель главной службы гуманитарной политики Секретариата Президента Украины.
- С 16 декабря 2006 по 12 мая 2009 года — Чрезвычайный и Полномочный Посол Украины в Хорватии[3][4].
- С 12 сентября 2007 по 12 мая 2009 года — Чрезвычайный и Полномочный Посол Украины в Боснии и Герцеговине[5][4].
- С июля 2009 года директор Чемпионата Европы по футболу 2012 года на Украине, руководитель местного организационного комитета «Евро 2012 Украина».
- С 3 сентября 2014 года — Служба безопасности Украины назначила на должность советника председателя ведомства

## Награды
- Орден Князя Бранимира (май 2003 года) — за значительное развитие хорватско-украинских отношений
- Орден «За заслуги» III степени (5 июня 2012 года) — За значительный личный вклад в подготовку и проведение на Украине финальной части чемпионата Европы 2012 года по футболу, успешную реализацию инфраструктурных проектов, обеспечения правопорядка и общественной безопасности во время турнира, повышение международного авторитета Украинского государства, высокий профессионализм[6].

## Семья
Женат, воспитывает сына и дочь.